# 黒崎輝男
黒崎 輝男（くろさき てるお、1949年 - ）は、日本の実業家。「イデー（IDÉE）」創始者。流石創造集団株式会社社長。

## 来歴
1949年、東京都生まれ。1975年に「イデー（IDÉE）」の前身となる黒崎貿易を設立。
1985年、IDÉE SHOPを南青山（骨董通り）に出店。オリジナル家具の企画販売・国内外のデザイナーのプロデュースを行う。 2005年、流石創造集団株式会社を設立。世田谷区池尻で廃校となった池尻中学校校舎を再生した『IID 世田谷ものづくり学校』に、学びの場『スクーリング・パッド／自由大学』を創立する。また、青山の国連大学前で「Farmers Market @UNU」をスタートさせた。週末の屋外マルシェブームのきっかけを作る。「246Common」「IKI-BA」「みどり荘」「COMMUNE 246」などの「場」を手がけた。
2017年9月、「イデー（IDÉE）」は良品計画に吸収合併された。
2018年11月、上野に「NOHGA HOTEL（ノーガホテル）」をプロディース。

## 主なプロジェクト
- IID 世田谷ものづくり学校
- スクーリング・パッド
- 自由大学
- Farmers Market @UNU
- 246Common
- IKI-BA
- MIDORI.so
- COMMUNE 246

## 著書
- 『ビンタ本―IID世田谷ものづくり学校スクーリング・パッドの挑戦』（スクーリングパッド「ビンタ本」編集制作チームとの共著）
- 『創造都市ポートランドガイド Annual 2015』（BRIDGE LABとの共著）
- 『We Work HERE 東京の新しい働き方100』 （MIRAI-INSTITUTEとの共著）